# Admonter Kogel
Admonter Kogel är en kulle i Österrike.   Den ligger i distriktet Graz Stadt och förbundslandet Steiermark, i den östra delen av landet, 140 kilometer sydväst om huvudstaden Wien. Toppen på Admonter Kogel är 532 meter över havet.
Terrängen runt Admonter Kogel är huvudsakligen kuperad, men åt sydost är den platt. Terrängen runt Admonter Kogel sluttar söderut. Runt Admonter Kogel är det mycket tätbefolkat, med 1 692 invånare per kvadratkilometer.. Närmaste större samhälle är Graz, 6,7 kilometer sydost om Admonter Kogel. 
Runt Admonter Kogel är det i huvudsak tätbebyggt.